# Église protestante de Hesse électorale-Waldeck

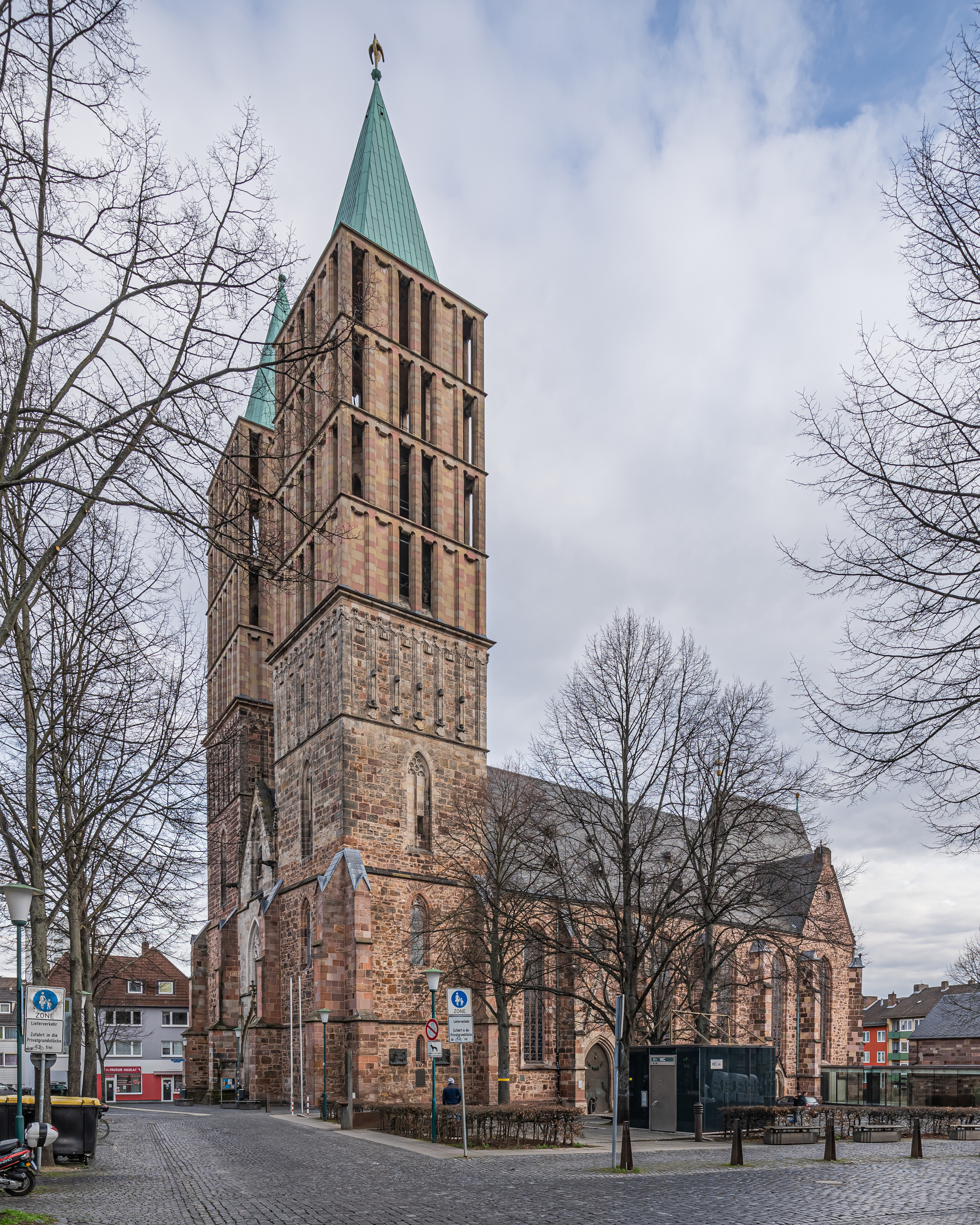
L'église Saint-Martin à Cassel

L'Église protestante de Hesse électorale-Waldeck (en allemand : Evangelische Kirche von Kurhessen-Waldeck, abrégé en EKKW) est une église protestante allemande, membre de l'Église protestante en Allemagne (EKD), qui est une fédération à l'échelle nationale des principales églises protestantes allemandes (luthériennes, réformées ou unies).
Il s'agit d'une église protestante unie, née en 1934 de la fusion de deux églises dites "nationales" (Landeskirche, en fait devenues provinciales depuis 1918) : l'église protestante de Hesse-Cassel et l'église protestante de Waldeck.
La zone territoriale couverte par l’Église protestante de Hesse électorale-Waldeck comprend principalement les parties nord et est de l'État actuel de Hesse et la zone de Schmalkalden dans l'État actuel de Thuringe, en d'autres termes le territoire de l'ancien Électorat de Hesse et celui de l'ancienne principauté de Waldeck, intégrée en 1929 dans la province de Hesse-Nassau. La région de Cassel (Niederhessen) était de confession réformée, celle de Marbourg (Oberhessen) était luthérienne et on trouvait dans le territoire de l'ancienne province de Hanau des églises protestantes unies (luthéro-réformée) issues de l'Union prussienne.
Comme toutes les églises "nationales", il s'agit d'une institution de droit public, financée par une partie de l'impôt sur le revenu de ceux qui se déclarent "protestantes" (Kirchensteuer). L’Église compte environ 783 980 membres et 774 paroisses.

## Bâtiments
L'église épiscopale de l'Église protestante de Hesse électorale-Waldeck est l'église Saint-Martin à Cassel.
L'église dispose d'une académie protestante au château de Schoenburg à Hofgeismar.

## Appartenances
Outre son appartenance à l’Église protestante en Allemagne, l'Église évangélique de Hesse électorale-Waldeck est également membre de l'Union des Églises protestantes (UEK) et de la Communion d'Églises protestantes en Europe (CEPE).

## Historique
Chacune des églises constitutives de l'Église protestante de Hesse électorale-Waldeck a eu sa propre histoire avant 1934.Nous les abordons ici successivement avant de passer à l'histoire commune d'après 1934.

### Église protestante de Hesse-Cassel
L'église protestante de Hesse-Cassel est inextricablement liée à l'histoire du Landgraviat de Hesse-Cassel, créée par la division du Landgraviat de Hesse en 1567. Initialement influencé par Philippe Ier de Hesse, le landgrave Maurice de Hesse-Cassel opte pour le calvinisme et l’impose dans ses territoires, sauf la région de Marbourg qui invoque ses droits féodaux afin de rester luthérienne. L'acquisition ultérieure du comté de Hanau-Münzenberg a ajouté davantage de zones mixtes au plan confessionnel au domaine de Hesse-Cassel. Dans cette partie du pays, les églises luthériennes et réformées ont fusionné en 1818 dans le cadre de l’Union de Hanau. Dans les autres comtés, le conflit confessionnel interne protestant continua, en particulier après l'annexion de l'électorat de Hesse par le royaume de Prusse en 1866. Les trois districts consistoriaux de l’ancienne Hesse électorale, Cassel, Marbourg et Hanau, furent autoritairement réunis en un seul consistoire siégeant à Cassel en 1873.

Le dirigeant exécutif de l'église de Hesse-Cassel (summus episcopus) a été jusqu'en 1866 son landgrave électeur, puis le roi de Prusse après cette date. Le chef spirituel en était un théologien avec le titre de surintendant ou de surintendant général. Après 1873, il y avait trois surintendants généraux en tant que chefs spirituels, un pour chacune des confessions luthérienne, réformée et unie, et un président pour le consistoire supérieur (Oberkonsistorium), instance commune siégeant à Cassel. 

Après la Première Guerre mondiale et l’abolition du régime d’union de l’Église et de l’État par la constitution de Weimar, l'Église protestante de Hesse électorale a adopté une nouvelle constitution en 1924 sans toutefois étendre à l’ensemble du territoire la politique d’union luthéro-réformée. Des communautés luthériennes, réformées et unies ont donc subsisté en Hesse-Cassel, même si beaucoup de ces paroisses ont décidé de s’identifier comme seulement protestantes (allemand : Evangelisch).

À partir de 1924, le chef temporel et spirituel de l'église a été le pasteur supérieur provincial (allemand : Landesoberpfarrer), qui était également le président du gouvernement d'église.

Le 12 juin 1934, l'église protestante de Hesse-Cassel a fusionné avec l'Église protestante de Waldeck (dont l'historique suit ci-dessous).

### Église protestante de Waldeck
L’Église protestante de Waldeck était l’Église d’État du comté puis principauté de Waldeck, auquel appartenait également le comté de Pyrmont depuis le XVIIe siècle. Depuis la Réforme, on y était essentiellement luthérien ; il n'y avait que trois paroisses réformées. En 1821, une union fut établie entre les communautés luthérienne et réformée. L'église de Waldeck est restée indépendante après l’annexion de la Principauté par la Prusse en 1867. Elle fut alors dirigée par le prince agissant sous le contrôle du consistoire.
Après l’abolition du régime d’union de l’Église et de l’État en 1919, l’Église protestante de Waldeck se dote en 1921 d’une nouvelle constitution. L'église reste encore et toujours indépendante, même quand, en 1922 la zone autour de Pyrmont et, en 1929, le reste de la province de Hesse-Nassau ont été agrégés à la Hesse. En revanche, en 1934, Église protestante de Waldeck est intégrée autoritairement à l'église protestante de Hesse-Cassel sous la pression du gouvernement national-socialiste.

Les trois secteurs du Waldeck formaient un consistoire (allemand: Sprengel) qui fusionna avec celui de Marbourg en 1976.

### De l’union de 1934 jusqu‘en 1945
À l'été 1933, les chrétiens allemands (pro-nazis) ont obtenu la majorité dans le synode nouvellement formé des églises de Waldeck et Hesse-Cassel. Ils ont alors réussi à imposer leur désir de réorganiser l’Église selon les divisions territoriales du parti nazi, le NSDAP où la Hesse électorale (Kurhessen) incluait aussi le Waldeck. Le 12 juin 1934, l’assemblée de l'Église protestante a décidé de s’aligner sur une directive dans ce sens de la DEK (Eglise protestante fédérée à l’échelle nationale) et donc de fusionner avec l'Église protestante luthérienne de Waldeck, mais sans le territoire de Pyrmont, qui était alors géré par l’Église protestante luthérienne de Hanovre, de même que, jusqu’en 1932, le Comté hessois de Schaumburg. La nouvelle église régionale prend le nom de Hesse électorale-Waldeck (Kurhessen-Waldeck) selon la nomenclature des 43 districts du NSDAP.
Une association proposée avec les autres églises hessoises, l’Église protestante de Hesse (dont le siège est à Darmstadt), l’Église protestante luthérienne de Nassau et l’Église protestante luthérienne de Francfort-sur-le-Main, ne put être réalisée mais les trois autres églises formèrent en 1933 l’ Église protestante de Nassau-Hesse (maintenant l’Église protestante en Hesse et Nassau).
Le 3 juillet 1934, le DEK destitua la direction de l'église, nomma un plénipotentiaire et, le 16 juillet, une direction provisoire de l'église. Puis l’Église confessante hessoise fut formée sous la direction du professeur de Marburg Hans von Soden. Pour pacifier la situation, un comité régional fut mis en place, composé de membres de toutes les partis ecclésiastiques. Ce comité choisit en 1935 le pasteur Friedrich Happich comme président. En 1937, il co-signa la « Déclaration des 96 dirigeants de l'Église protestante » contre le théoricien nazi Alfred Rosenberg à cause de la parution de son livre « Pèlerins protestants à Rome »  (Protestantische Rompilger). Happich a dirigé l'église jusqu'en 1945.
Après la Seconde Guerre mondiale, un synode extraordinaire fut organisé à Treysa (maintenant Schwalmstadt) pour rétablir l'Épiscopat et restaurer son autorité sur l’administration de l’église (Landeskirchenamt). Le premier évêque élu fut Adolf Wüstemann, issu de l'Église confessante. L'ancien président du Landeskirchenamt devint dans la nouvelle constitution vice-président de l’église et représentant légal de l'évêque.

### Après 1945
L'Église de Hesse électorale-Waldeck a soutenu dès 1945 la création de l’Église protestante en Allemagne (EKD) et y a adhéré en 1948. En 1951 a été introduit le premier recueil de chants commun à toute l’Église de Hesse électorale-Waldeck. Une liturgie commune fut adoptée en 1968 puis révisée en 1999. En 1960, l’Église a signé un accord avec l’État de Hesse et toutes les autres églises protestantes ayant des activités en Hesse afin de réguler et d’harmoniser les relations avec l’État, d’assurer l'indépendance de l'église et son rôle dans la vie publique.
Le 1er décembre 1949, Katharina Staritz est la première théologienne à être nommée dans un poste de fonctionnaire au sein de l'Église évangélique de Hesse et Nassau, mais, bien qu'en exerçant toutes les fonctions, elle ne porte pas le titre de « pasteur » et perçoit un salaire inférieur. Le synode de 1961 adopta l’ordination des femmes et dès 1962, les premières femmes pasteurs ont été consacrées. En 1967, l'église a adopté une discipline. En 1973, elle a signé la Concorde de Leuenberg et fait donc partie de la Communion des Églises protestantes en Europe.
La région de l'ancienne seigneurie de Schmalkalden, qui appartenait à la Hesse depuis 1584, bien que se trouvant politiquement dans le Land de Thuringe et donc en RDA après 1945, resta administré par l'Église de Hesse électorale-Waldeck jusqu’en 1970, date où ce district ecclésiastique fut incorporé à l'Église protestante luthérienne en Thuringe. À la demande du synode de ce district, cette incorporation a été annulée en 1991 et l'église de Schmalkalden fait donc à nouveau partie de l'Église de Hesse électorale-Waldeck depuis lors.
En 2011, le synode régional a ouvert la voie à la bénédiction des couples de même sexe dans le culte.